# Bloc de Cascajal
El Bloc de Cascajal és un petit bloc de pedra de serpentinita de la mida d'una tauleta, que conté 62 glifs, d'uns 3000 anys d'antiguitat, aproximadament, gravat amb caràcters de significat desconegut fins al dia d'avui, que es creu que podria ser una mostra del sistema d'escriptura més antic del continent americà, pertanyent a la civilització olmeca.
La tauleta pesa 11,7 kg i té una mida de 36 cm de llarg, 21 cm d'ample i 13 cm de gruix.
El bloc de Cascajal va ser descobert per constructors de carreteres el 1999 en una pila de runes al llogaret de Lomas de Tacamichapan a les terres baixes de Veracruz, a l'antic territori olmeca de la costa sud-est de Mèxic. El bloc es va trobar enmig de restes de ceràmica i figures de fang, per la qual cosa es va poder datar el bloc a l'època de la cultura olmeca de San Lorenzo Tenochtitlán, que va es acabar pels volts de 900 anys aC i, per tant, seria anterior a l'escriptura zapoteca, datada al 500 aC.